# آنی راس
آنی راس (به انگلیسی: Annie Ross) (زادهٔ ۲۵ ژوئیه ۱۹۳۰ – درگذشتهٔ ۲۱ ژوئیه ۲۰۲۰) خواننده جاز و بازیگر آمریکایی بود.
او در فیلم ولوم را بالا ببرید و افسونگری بازی کرده است.